# نایپ تاون (ویرجینیای غربی)
نایپ تاون (به انگلیسی: Nipetown) یک منطقهٔ مسکونی در ایالات متحده آمریکا است که در شهرستان برکلی، ویرجینیای غربی واقع شده‌است.